# Memoriał Kamili Skolimowskiej 2020
Das Memoriał Kamili Skolimowskiej 2020 war eine Leichtathletik-Veranstaltung, die am 6. September 2020 im Stadion Śląski im schlesischen Chorzów stattfand. Die Veranstaltung war Teil der World Athletics Continental Tour und zählte zu den Gold-Meetings, der höchsten Kategorie dieser Leichtathletik-Serie.

## Resultate

### Männer

#### 400 m
| Platz | Athlet            | Land | Zeit (s) |
| ----- | ----------------- | ---- | -------- |
| 1     | Karol Zalewski    | POL  | 45,74    |
| 2     | Jochem Dobber     | NED  | 45,78    |
| 3     | Tony van Diepen   | NED  | 45,84 SB |
| 4     | Rabah Yousif      | GBR  | 46,05 SB |
| 5     | Kajetan Duszyński | POL  | 46,66    |
| 6     | Patryk Dobek      | POL  | 47,05    |
| 7     | David Kendziera   | USA  | 47,45    |

#### 800 m
| Platz | Athlet                    | Land | Zeit (min) |
| ----- | ------------------------- | ---- | ---------- |
| 1     | Ferguson Cheruiyot Rotich | KEN  | 1:45,30    |
| 2     | Wesley Vázquez            | PRI  | 1:45,47 SB |
| 3     | Guy Learmonth             | GBR  | 1:45,57 SB |
| 4     | Adam Kszczot              | POL  | 1:45,64 SB |
| 5     | Marcin Lewandowski        | POL  | 1:45,77 SB |
| 6     | Álvaro de Arriba          | ESP  | 1:45,93 SB |
| 7     | Mateusz Borkowski         | POL  | 1:46,28 SB |
| 8     | Michał Rozmys             | POL  | 1:46,31 SB |
| 9     | Andrés Arroyo             | PRI  | 1:46,94 SB |
| 10    | Jakub Augustyniak         | POL  | 1:50,19    |
|       | Andrzej Jaros             | POL  | DNF        |

#### Stabhochsprung
| Platz | Athletin            | Land | Höhe (m) |
| ----- | ------------------- | ---- | -------- |
| 1     | Piotr Lisek         | USA  | 5,82     |
| 2     | Sam Kendricks       | USA  | 5,72     |
| 3     | Renaud Lavillenie   | FRA  | 5,62     |
| 4     | Paweł Wojciechowski | POL  | 5,52     |
| 5     | Robert Sobera       | POL  | 5,32     |
| 6     | Raphael Holzdeppe   | GER  | NM       |
| 6     | Jules Cypres        | FRA  | NM       |

#### Kugelstoßen
| Platz | Athlet                   | Land | Weite (m) |
| ----- | ------------------------ | ---- | --------- |
| 1     | Ryan Crouser             | USA  | 22,70 MR  |
| 2     | Michał Haratyk           | POL  | 21,78     |
| 3     | Leonardo Fabbri          | ITA  | 20,96     |
| 4     | Konrad Bukowiecki        | POL  | 20,88 SB  |
| 5     | David Storl              | GER  | 20,83     |
| 6     | Nick Ponzio              | USA  | 20,63     |
| 7     | Jakub Szyszkowski        | POL  | 20,42     |
| 8     | Sebastian Łukszo         | POL  | 18,69     |
| 9     | Bartosz Tyszkowski (F41) | POL  | 12,42     |

#### Diskuswurf
| Platz | Athlet                 | Land | Weite (m) |
| ----- | ---------------------- | ---- | --------- |
| 1     | Daniel Ståhl           | SWE  | 67,28     |
| 2     | Kristjan Čeh           | SVN  | 66,16     |
| 3     | Andrius Gudžius        | LTU  | 64,45     |
| 4     | Bartłomiej Stój        | POL  | 63,94 SB  |
| 5     | Robert Urbanek         | POL  | 63,83     |
| 6     | Piotr Małachowski      | POL  | 63,42     |
| 7     | Oskar Stachnik         | POL  | 59,49     |
| 8     | Łukasz Czarnecki (F37) | POL  | 38,88 PB  |

#### Hammerwurf
| Platz | Athlet                 | Land | Weite (m) |
| ----- | ---------------------- | ---- | --------- |
| 1     | Paweł Fajdek           | POL  | 79,81 SB  |
| 2     | Wojciech Nowicki       | POL  | 78,88     |
| 3     | Christos Frantzeskakis | GRC  | 76,78 PB  |
| 4     | Mychajlo Kochan        | UKR  | 75,73     |

#### Speerwurf
| Platz | Athlet           | Land | Weite (m)   |
| ----- | ---------------- | ---- | ----------- |
| 1     | Johannes Vetter  | GER  | 97,76 NR MR |
| 2     | Marcin Krukowski | POL  | 84,62       |
| 3     | Cyprian Mrzygłód | POL  | 77,11       |

### Frauen

#### 100 m
| Platz | Athlet             | Land | Zeit (s) |
| ----- | ------------------ | ---- | -------- |
| 1     | Dafne Schippers    | NED  | 11,29    |
| 2     | Ewa Swoboda        | POL  | 11,34    |
| 3     | Ajla Del Ponte     | SUI  | 11,35    |
| 4     | Amy Hunt           | GBR  | 11,59    |
| 5     | Maja Mihalinec     | SLO  | 11,61    |
| 6     | Nikola Bendová     | CZE  | 11,62    |
| 7     | Klaudia Adamek     | POL  | 11,65    |
| 8     | Iwet Lalowa-Collio | BUL  | 11,81    |

Wind: −0,2 m/s

#### 400 m
| Platz | Athlet                   | Land | Zeit (s) |
| ----- | ------------------------ | ---- | -------- |
| 1     | Justyna Święty-Ersetic   | POL  | 51,33 SB |
| 2     | Lieke Klaver             | NED  | 51,61    |
| 3     | Iga Baumgart-Witan       | POL  | 52,04 SB |
| 4     | Małgorzata Hołub-Kowalik | POL  | 52,19    |
| 5     | Kateryna Klymjuk         | UKR  | 52,36    |
| 6     | Patrycja Wyciszkiewicz   | POL  | 52,57    |
| 7     | Anita Horvat             | SVN  | 52,94    |
| 8     | Kornelia Lesiewicz       | POL  | 52,99    |
| 8     | Aleksandra Gaworska      | POL  | 53,51    |

#### 1500 m
| Platz | Athlet              | Land | Zeit (min) |
| ----- | ------------------- | ---- | ---------- |
| 1     | Laura Muir          | GBR  | 3:58,24 MR |
| 2     | Sofia Ennaoui       | POL  | 3:59,70 PB |
| 3     | Claudia Bobocea     | ROU  | 4:01,31 PB |
| 4     | Lemlem Hailu        | ETH  | 4:04,75    |
| 5     | Eilish McColgan     | GBR  | 4:06,35    |
| 6     | Klaudia Kazimierska | POL  | 4:07,47 PB |
| 7     | Simona Vrzalová     | CZE  | 4:07,89 SB |
| 8     | Habitam Alemu       | ETH  | 4:08,23    |
| 9     | Renata Pliś         | POL  | 4:10,27 SB |
| 10    | Angelika Cichocka   | POL  | 4:17,16    |
| 11    | Joanna Mazur (T11)  | POL  | 4:52,38    |
|       | Joanna Jóźwik       | POL  | DNF        |
|       | Joanna Bekus        | POL  | DNF        |

#### 100 m Hürden
| Platz | Athlet           | Land | Zeit (s)    |
| ----- | ---------------- | ---- | ----------- |
| 1     | Elwira Herman    | BLR  | 12,87       |
| 2     | Nadine Visser    | NED  | 12,95       |
| 3     | Pia Skrzyszowska | POL  | 13,19 NU20R |
| 4     | Klaudia Wojtunik | POL  | 13,30       |
| 5     | Hanna Plotizyna  | UKR  | 13,47       |
| 6     | Eefje Boons      | NED  | 13,53       |
| 7     | Adrianna Sułek   | POL  | 13,99       |

Wind: −0,1 m/s

#### Hochsprung
| Platz | Athletin              | Land | Höhe (m) |
| ----- | --------------------- | ---- | -------- |
| 1     | Julija Lewtschenko    | UKR  | 1,92     |
| 2     | Iryna Heraschtschenko | UKR  | 1,89 SB  |
| 3     | Levern Spencer        | LCA  | 1,85     |
| 4     | Oksana Okunjewa       | UKR  | 1,85     |
| 4     | Kamila Lićwinko       | POL  | 1,85     |
| 6     | Lia Apostolovski      | SVN  | 1,85     |
| 7     | Aleksandra Nowakowska | POL  | 1,70     |

#### Kugelstoßen
| Platz | Athletin                | Land | Weite (m) |
| ----- | ----------------------- | ---- | --------- |
| 1     | Auriol Dongmo Mekemnang | POR  | 18,33     |
| 2     | Markéta Červenková      | CZE  | 18,32     |
| 3     | Aljona Dubizkaja        | BLR  | 18,00     |
| 4     | Paulina Guba            | POL  | 17,96     |
| 5     | Renata Śliwińska (F40)  | POL  | 9,35 WR   |

#### Hammerwurf
| Platz | Athletin            | Land | Weite (m) |
| ----- | ------------------- | ---- | --------- |
| 1     | Alexandra Tavernier | FRA  | 74,12     |
| 2     | Malwina Kopron      | POL  | 72,36     |
| 3     | Katarzyna Furmanek  | POL  | 71,99     |
| 4     | Joanna Fiodorow     | POL  | 66,74     |

#### Speerwurf
| Platz | Athletin         | Land | Weite (m)   |
| ----- | ---------------- | ---- | ----------- |
| 1     | Maria Andrejczyk | POL  | 65,70 MR SB |
| 2     | Līna Mūze        | LAT  | 63,19 SB    |
| 3     | Sara Kolak       | CRO  | 61,25       |